# Trutnov
Trutnov (tyska: Trautenau) är en stad i regionen Hradec Králové, Böhmen, i norra Tjeckien, 30 812 invånare (2016).
Professorn i kirurgi Vincenz Czerny föddes i Trutnov 1842.